# Santa Palomba
Santa Palomba ist eine Ortschaft in der Metropolitanstadt Rom und ein Teil der Stadt Pomezia. Die Ortschaft besaß Ende 2010 1.359 Einwohner.

## Sendeanlage
Santa Palomba war von 1929 bis 2008 der Standort eines großen Mittelwellensenders des Sendernetzbetreibers Raiway.
Koordinaten: 41° 42′ 13″ N, 12° 34′ 51″ O